# Lista de obras de arte na Linha 2 do Metrô de São Paulo

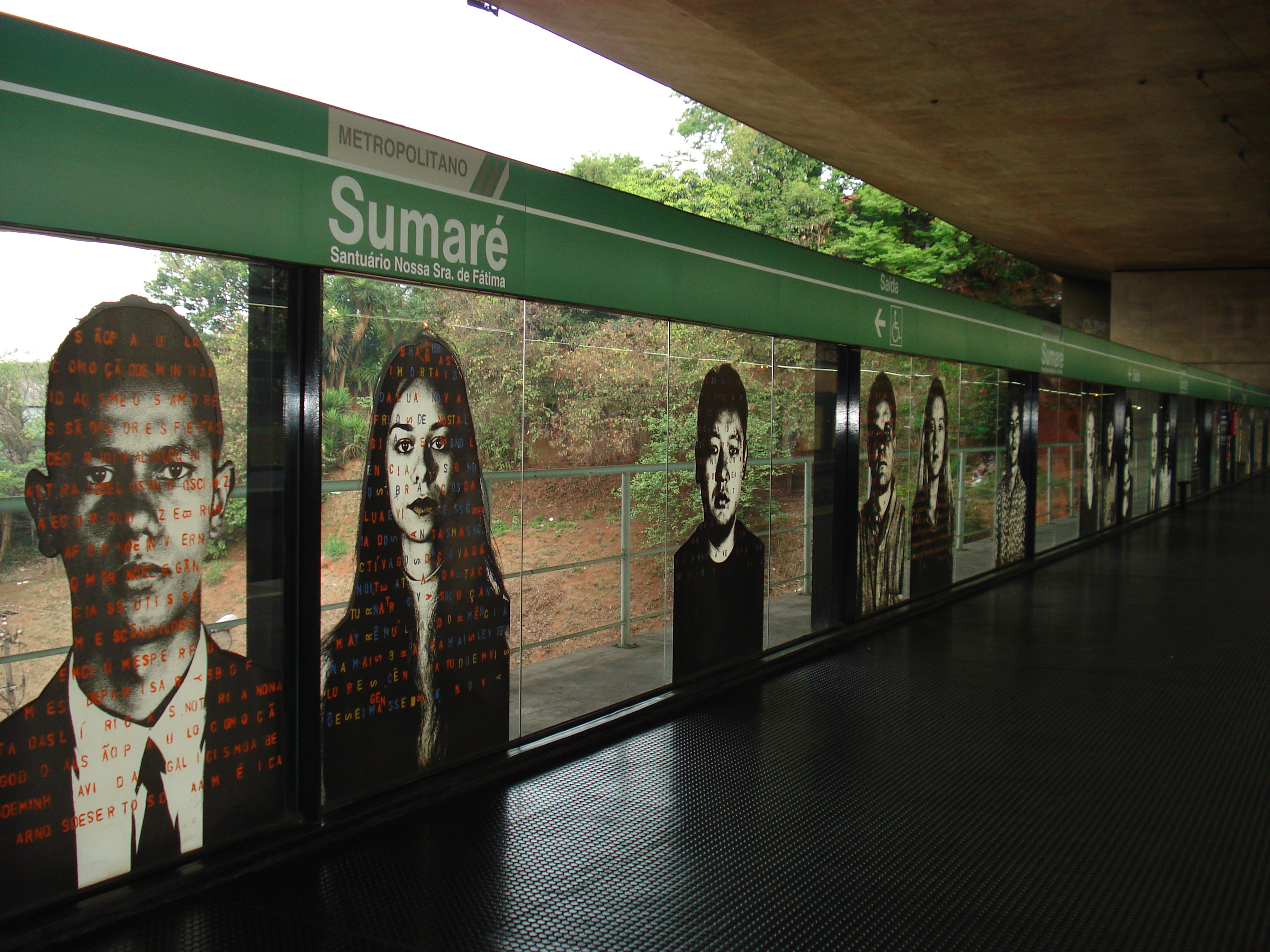
Instalação de Alex Flemming na Estação Santuário Nossa Senhora de Fátima-Sumaré.

Lista de obras de arte instaladas na Linha 2 do Metrô de São Paulo também conhecida como Linha Verde, que fazem parte do Acervo da Companhia do Metropolitano de São Paulo - Metrô, chamada Arte no Metrô. 

## Lista de obras
| Imagem | Título                                 | Artista                  | Ano de criação           | Gênero     | Material                                                 | Dimensões                                       | Estação                                                                    |
| ------ | -------------------------------------- | ------------------------ | ------------------------ | ---------- | -------------------------------------------------------- | ----------------------------------------------- | -------------------------------------------------------------------------- |
|        | Homenagem a Galileu Galilei II         | Cleber Machado           | 2007                     | escultura  | Aço resina epóxi granalha de aço                         | circunferência com 2m                           | Estação Vila Madalena (área externa)                                       |
|        | Estação Sumaré                         | Alex Flemming            | 1998                     | instalação | fotografia sobre vidro                                   | 44 peças, 1,75 m (altura), 1,25 m (comprimento) | Estação Santuário Nossa Senhora de Fátima-Sumaré (plataformas)             |
|        | Sem Título                             | Caíto                    | 1995                     | escultura  | chapa de aço                                             | 2 m, 1,6 m, 0,8 m                               | Estação Santuário Nossa Senhora de Fátima-Sumaré (acesso Rua Oscar Freire) |
|        | O Ventre da Vida                       | Denise Milan Ary Perez   | 1993                     | instalação | cristais de rocha fibras óticas                          | circunferência de 1,5 m                         | Estação Clínicas (acesso ao Hospital das Clínicas)                         |
|        | Jogo de Dados                          | Geraldo de Barros        | 1991                     | painel     | laminado plástico madeira                                | 3 cubos de 2,63 m (altura), 2,27 m (c0mprimento | Estação Clínicas (mezanino)                                                |
|        | Quatro Estações                        | Tomie Ohtake             | 1991                     | painel     | mosaico em vidro                                         | 4 painéis de 2 m (altura), 15,4 m (comprimento) | Estação Consolação (plataforma)                                            |
|        | Pássaro Roca                           | Francisco Brennand       | 1990                     | escultura  | Cerâmica vitrificada                                     | 2,80 m (altura), 0,4 m (comprimento)            | Estação Trianon-Masp (plataforma)                                          |
|        | Um Espelho Mágico da Pintura no Brasil | Wesley Duke Lee          | 2001                     | painel     | impressão sobre lona vinílica                            | 2 m (altura), 40 m (comprimento)                | Estação Trianon-Masp (plataforma)                                          |
|        | Cores e Formas                         | Cícero Dias              | 1991                     | painel     | lajotas de cerâmica pintadas                             | 2 m (altura), 20 m (comprimento)                | Estação Brigadeiro (plataforma)                                            |
|        | Desaceleração                          | Fernando Lemos           | 1991                     | painel     | lajota de cerâmica                                       | 2 m (altura), 20 m (comprimento)                | Estação Brigadeiro (plataforma de embarque)                                |
|        | Raios de Sol (Mural 1)                 | Odiléa Toscano           | 1990-1991                | mural      | tinta acrílica sobre concreto                            | 4,4 m (altura), 4 m (comprimento)               | Estação Paraíso (acesso a plataforma)                                      |
|        | Sem Título (Mural 2)                   | Odiléa Toscano           | 1990-1991                | mural      | tinta acrílica sobre concreto                            | 2,5 m (altura), 11,7 m (comprimento)            | Estação Paraíso (acesso a Catedral Ortodoxa)                               |
|        | Sem Título (Mural 3)                   | Odiléa Toscano           | 1990-1991                | mural      | tinta acrílica sobre concreto                            | 2,3 m (altura), 9,3 m (comprimento)             | Estação Paraiso (acesso ao Centro Cultural de São Paulo)                   |
|        | Sem Título (Mural 4)''                 | Odiléa Toscano           | 1990-1991                | mural      | tinta acrílica sobre concreto                            | 5,85 m (altura), 6,6 m (comprimento)            | Estação Paraíso (acesso ao Viaduto Santa Generosa)                         |
|        | Sem Título (Mural 5)''                 | Odiléa Toscano           | 1990-1991                | mural      | tinta acrílica sobre concreto                            | 3,2 m (altura), 33 m (comprimento)              | Estação Paraiso (acesso a plataforma)                                      |
|        | Sem Título (Mural 6)''                 | Odiléa Toscano           | 1990-1991                | mural      | tinta acrílica sobre concreto                            | 9.9 m (comprimento)                             | Estação Paraíso (mezanino da estação)                                      |
|        | Engates Laterais                       | Glauco Pinto de Moraes   | 1992                     | pintura    | óleo sobre tela                                          | 1,9 m (altura), 2,4 m (comprimento)             | Estação Ana Rosa (plataforma de acesso)                                    |
|        | A Sagração da Primavera                | Luiz Gonzaga Mello Gomes | 1999                     | painel     | chapa de aço resina pigmentos                            | 4,5 m (largura), 2,2 m (altura)                 | Estação Ana Rosa (mezanino)                                                |
|        | Figuras                                | Lygia Reinach            | 1992                     | instalação | cerâmicas                                                | 80 peças com 1,7 m (altura), 0,2 m (largura)    | Estação Ana Rosa (mezanino)                                                |
|        | Totem Florafauna                       | Marcos Lopes             | 2009                     | painel     | chapas de alumínio                                       | 6,8 m (altura), 3 m (largura)                   | Estação Chácara Klabin (acesso à plataforma)                               |
|        | Esfera                                 | Marcos Garrot            | 2009                     | escultura  | chapa de ferro                                           | 2 m de diâmetro                                 | Estação Santos-Imigrantes (plataforma central)                             |
|        | Passagens                              | Ilka Lemos               | 2007                     | pintura    | óleo sobre tela                                          | 2,15 m x 2,80 m                                 | Estação Alto do Ipiranga (mezanino sobre as plataformas)                   |
|        | Descanso da Sala                       | José Spaniol             | 2014                     | escultura  | aço                                                      | 0,45m x 0,45m x 4,00m                           | Estação Alto do Ipiranga (jardim interno, mezanino)                        |
|        | Árvore Subterrânea                     | Alberto Nicolau          | 2010                     | mural      | mosaico de cerâmica                                      | 112 m2                                          | Estação Sacomã (plataforma)                                                |
|        | 'Sonhos latino-americanos I            | Sérgio Ferro             | 1990 (reinstalação 2010) | painel     | tinta acrílica e óleo sobre tela, madeira, corda e vidro | 2 m (altura), 27 m (comprimento)                | Estação Vila Prudente (mezanino)                                           |
|        | 'Sonhos latino-americanos II           | Sérgio Ferro             | 1990 (reinstalação 2010) | painel     | tinta acrílica e óleo sobre tela, madeira, corda e vidro | 2 m (altura), 27 m (comprimento)                | Estação Vila Prudente (mezanino)                                           |